# Acorus calamus
Иђирот (лат. Acorus calamus L.) је биљна врста која расте на воденим стаништима. Он је монокотиледона биљка која припада фамилији Acoraceae. Биљка се сматра лековитом и у народу се генерацијама користила за лечење разним болести.

## Опис
Иђирот је вишегодишња зељаста биљка са разгранатим меснатим ризомом који има веома карактеристичан мирис услед кативних принципа које саджи. Ниљка уме да порасте и до 150 cm. Листови биљке су дуги и веома узани дугачки до 60 сантиметара. Листови по ободу умеју да буду црвенкасто-љубичасти. На пољу репродуктивних органа одлукује се цветовима који ситни и жутозелени. Сви цветови су спирално распоређени на осовину цвасти која представља клип (лат. Spadix). Плод иђирота је црвена бобица. Биљка вцета од јуна до јула.

## Лековитост иђирота
За справљање препарата на бази иђирота се користи његов метаморфозирани ризом који се користи за лечење болести гастроинтестиналног тракта.